# Пайн-Лейк (тауншип, округ Клируотер, Миннесота)
Пайн-Лейк (англ. Pine Lake) — тауншип в округе Клируотер, Миннесота, США. На 2000 год его население составило 324 человека.

## География
По данным Бюро переписи населения США площадь тауншипа составляет 88,8 км², из которых 82,3 км² занимает суша, а 6,5 км² — вода (7,29 %).

## Демография
По данным переписи населения 2000 года здесь находились 324 человека, 139 домохозяйств и 99 семей.  Плотность населения —  3,9 чел./км².  На территории тауншипа расположено 255 построек со средней плотностью 3,1 построек на один квадратный километр. Расовый состав населения: 98,77 % белых, 0,93 % коренных американцев и 0,31 % приходится на две или более других рас.
Из 139 домохозяйств в 23,7 % воспитывались дети до 18 лет, в 64,7 % проживали супружеские пары, в 3,6 % проживали незамужние женщины и в 28,1 % домохозяйств проживали несемейные люди. 24,5 % домохозяйств состояли из одного человека, при том 10,1 % из — одиноких пожилых людей старше 65 лет. Средний размер домохозяйства — 2,33, а семьи — 2,79 человека.
20,1 % населения — младше 18 лет, 5,2 % — в возрасте от 18 до 24 лет, 23,8 % — от 25 до 44, 34,3 % — от 45 до 64, и 16,7 % — старше 65 лет. Средний возраст — 45 лет. На каждые 100 женщин приходилось 109,0 мужчин.  На каждые 100 женщин старше 18 приходилось 107,2 мужчин.
Средний годовой доход домохозяйства составлял 32 500 долларов, а средний годовой доход семьи —  41 429 долларов. Средний доход мужчин —  23 438  долларов, в то время как у женщин — 19 167. Доход на душу населения составил 17 815 долларов. За чертой бедности находились 13,3 % семей и 15,7 % всего населения тауншипа, из которых 5,6 % младше 18 и 28,9 % старше 65 лет.